# Grb Venezuele
Grb Venezuele ili venezuelski grb, usvojen je 18. travnja 1836. Grb u današnjem obliku datira iz 1954. Sastoji se od štita u bojama nacionalne zastave. U gornjem lijevom uglu nalazi se pšenica s dvadeset i četiri strukova koji predstavljaju dvadeset i četiri država Venezuele. Na gornjem desnom uglu nalaze se dvije zastave Venezuele, kao i mač, sablja i koplje. U donjem dijelu štita nalazi se divlji bijeli konj koji predstavlja konja Simóna Bolívara. Iznad štita su dva roga ispunjena prirodnim bogatstvima, a oko štita maslinova i palmina grana. Heraldičar Fabio Cassani Pironti, na zahtjev Narodne skupštine, redizajnirao je nacionalni grb 2006. godine.